# Watopapinah
Watopapinah /=Canoe Indians/ (Assiniboin Menatopa), jedna od skupina Assiniboin Indijanaca koja je prema Lewisu & Clarku (1804) lutali oko rijeke Mouse (Souris) i pritokama Assiniboine sjeverno od Mandana u SAD-u i Kanadi. 
U tom periodu ranog 19. stoljeća imali su 450 ratnika i 200 teepija. Godine 1806. spominje ih Henry, navodeći da imaju 160 teepija. Prema Haydenu (1862) oni su 1856. živjeli od rijeke White Earth do izvora Sourisa i Pembine, a imali su 220 teepija.
Ostali nazivi: Gens des Canoes, Menatopa, Otaopabinè, Wa-to-pan-ah.